# Красновишерское городское поселение
Красновишерское городско́е поселе́ние — муниципальное образование в Красновишерском районе Пермского края Российской Федерации.
Административный центр — город Красновишерск.
Распоряжением Правительства РФ от 29 июля 2014 года № 1398-р «Об утверждении перечня моногородов» городское поселение включено в категорию «Монопрофильные муниципальные образования Российской Федерации (моногорода) с наиболее сложным социально-экономическим положением».

## История
Статус и границы городского поселения установлены Законом Пермской области от 10 ноября 2004 года № 1755-362 «Об утверждении границ и о наделении статусом муниципальных образований Красновишерского района Пермского края.
25 марта 2019 года Красновишерское городское поселение, Усть-Язьвинское сельское поселение, Верх-Язьвинское сельское поселение, Вишерогорское сельское поселение, Вайское сельское поселение преобразованы в Красновишерский городской округ. Красновишерский муниципальный район утрачивает статус муниципального образования, в соответствии с Законом Пермского края "Об образовании нового муниципального образования Красновишерский городской округ".

## Население
| 2010    | 2012    | 2013    | 2014    | 2015    | 2016    | 2017    |
| ------- | ------- | ------- | ------- | ------- | ------- | ------- |
| 16 603  | ↘16 588 | ↗16 592 | ↘16 362 | ↘16 169 | ↘15 995 | ↘15 919 |
| 2018    | 2019    |         |         |         |         |         |
| ↘15 681 | ↘15 337 |         |         |         |         |         |

## Состав городского поселения
| № | Населённый пункт | Тип населённого пункта         | Население |
| - | ---------------- | ------------------------------ | --------- |
| 1 | Бахари           | деревня                        | 1         |
| 2 | Бахари           | посёлок                        | 46        |
| 3 | Красновишерск    | город - административный центр | ↘14 164   |
| 4 | Набережный       | посёлок                        | 354       |
| 5 | Оралово          | деревня                        | 2         |
| 6 | Сторожевая       | посёлок                        | 20        |

Упразднённый населённый пункт
Сейсмопартия, в ОКТМО, в законе об административно-территориальном устройстве Пермского края, а также в законе о муниципальных образованиях Красновишерского района не значится, отсутствует и в законе об образовании Красновишерского городского округа.